# تالاهاسی (فلوریدا)
تالاهاسی پایتخت ایالت فلوریدا ایالات متحده و مرکز و تنها شهر شهرستان لئون است. تالاهاسی در سال ۱۸۲۴ پایتخت فلوریدا و سپس قلمرو جزء فلوریدا شد. در سال ۲۰۲۰، جمعیت این شهر حدود ۲۲۰ هزار نفر بود. تالاهاسی هشتمین شهر بزرگ در ایالت فلوریدا ایالات متحده و صد و بیست و ششمین شهر بزرگ ایالات متحده است. جمعیت منطقه شهری تالاهاسی تا سال ۲۰۱۸، ۳۸۵۱۴۵ نفر بوده‌است. تالاهاسی بزرگترین شهر در منطقه بیگ بند فلوریدا و منطقه پانهندل فلوریدا و مرکز اصلی تجارت و کشاورزی در مناطق بیگ بند فلوریدا و جنوب غربی جورجیا است. دانشگاه ایالتی فلوریدا در تالاهاسی قرار دارد. این دانشگاه بر اساس اخبار و گزارش جهانی ایالات متحده، هجدهمین دانشگاه برتر دولتی کشور است. همچنین دانشگاه A&M فلوریدا، پنجمین دانشگاه بزرگ از نظر تعداد ثبت نام کنندگان سیاه‌پوست است. کالج اجتماعی تالاهاسی یک کالج ایالتی بزرگ است که عمدتاً به عنوان مدرسه تغذیه ایالت فلوریدا عمل می‌کند. تالاهاسی با جمعیت دانشجویی بیش از ۷۰۰۰۰ نفر به عنوان یک شهر دانشجویی محسوب می‌شود. تالاهاسی به عنوان پایتخت، محل ساختمان کنگره ایالت فلوریدا، دادگاه عالی فلوریدا، عمارت فرماندار فلوریدا و نزدیک به ۳۰ دفتر مرکزی آژانس ایالتی است. این شهر همچنین به دلیل تعداد زیادی شرکت‌های حقوقی، سازمان‌های لابی، انجمن‌های تجاری و انجمن‌های حرفه ای، از جمله بار فلوریدا (کانون وکلای دادگستری) و اتاق بازرگانی فلوریدا، شناخته شده‌است. تالاهاسی یک مرکز منطقه ای شناخته شده برای تحقیقات علمی، و محل آزمایشگاه ملی میدان مغناطیسی بالا است. در سال ۲۰۱۵، تالاهاسی برای دومین بار جایزه آل امریکن سیتی (All-American City Award) را از سوی اتحادیه ملی مدنی دریافت کرد.

## تاریخ
مردم بومی هزاران سال قبل از حمله اروپاییان این منطقه را اشغال کرده بودند. در حدود سال ۱۲۰۰ پس از میلاد، فرهنگ بزرگ و پیچیده می‌سی‌سی‌پی تپه‌های خاکی را در نزدیکی دریاچه جکسون ساخته بود که امروزه بقایای آن موجود است که در پارک ایالتی باستان‌شناسی دریاچه جکسون نگهداری می‌شوند. امپراتوری اسپانیا اولین سکونتگاه استعماری خود را در سنت آگوستین ایجاد کرد. در طول قرن هفدهم، آنها چندین مأموریت در قلمرو آپالاچی برای تهیه غذا و نیروی کار و برای حمایت از اسکان آنها و همچنین تبدیل بومیان به کاتولیک رومی ایجاد کردند.

## مراکز علمی-فرهنگی
- دانشگاه ایالتی فلوریدا
- دانشگاه کشاورزی و مکانیک فلوریدا

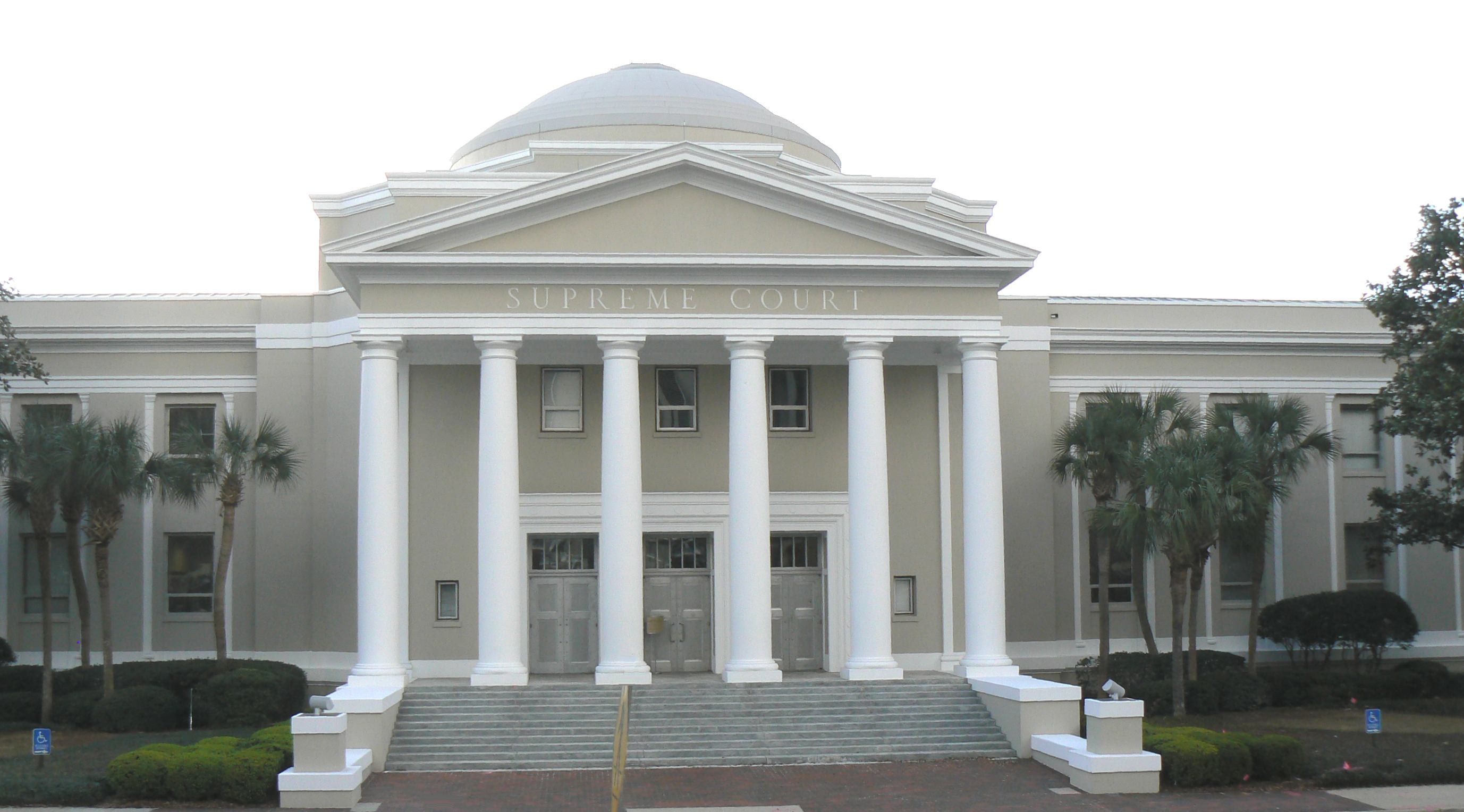
دادگاه عالی ایالت فلوریدا در تالاهاسی